# كوكدو: موسم الإله
كوكدو: موسم الإله (بالكورية: 꼭두의 계절)؛ هو مسلسل تلفزيوني كوري جنوبي، من بطولة كيم جونغ هيون وايم سو هيانغ. عرض على قناة إم بي سي في 27 يناير الى 24 مارس 2023، بث كل يوم الجمعة والسبت. كما أنه متاح على wavve محلياً. وعلى فيكي وفيو دوليا.

## مقدمة
تدور أحداث المسلسل حول قصة حب بين حاصد الأرواح وطبيبة تتمتع بقدرة خاصة.

## طاقم
- كيم جونغ هيون في دور كوك دو[12]

كوك دو، الذي تم تحويله إلى حصاد للارواح كعقاب على أفعاله من قبل الالهة. بصفته حاصدًا، فهو بارد وقاس، وظيفته هي قيادة الأرواح الميتة إلى العالم الآخر. كل 99 عامًا، يأتي الكوك دو إلى هذا العالم ويمتلك جسمًا بشريًا. يقتل الناس الحثالة الذين يستحقون الموت. هذه المرة، يأتي إلى هذا العالم ويمتلك جسد دو جين-وو البشري، ثم يتورط مع هان جي جيول (ليم سو هيانغ).
- ليم سو هيانغ في دور هان جيول[12]

هان جيول تعمل كطبيبة، ولكن لأنها تخرجت من كلية الطب الأدنى مرتبة في البلاد، فإنها تتعرض للترهيب من قبل الأشخاص الذين ينظرون إلى أوراق اعتمادها بازدراء، توفيت والدتها عندما كانت طفلة ولديها شقيقها الأصغر فقط. ليس لديها أي شخص يهتم بها حقًا. عندما ظهر دو جين-وو أمامها، فهو أول شخص في حياتها يقف بجانبها، تغيرت حياتها اليومية بسببه.
- كيم دا سوم في دور تاي جيونغ وون[13]

ابنة مثالية تخرجت من أفضل كلية الطب في البلاد وكانت دائما تحتفظ بالمرتبة الأولى، كما انها جميلة ومن خليفة عائلية رائعة وثرية، يحسدها الآخرون.
- لي جونغ جون في دور جونغ يي ديوم[14]

صديق هان جيول السابق
- أهن وو يون في دور هان تشيول[15]

الأخ الأصغر لـ هان جيول وهو محقق
- تشا تشونغ هوا في دور جاكسين[16]
- كيم ان كوون في دور أوكسين[17]

إنسان غرضه من الوجود هو مساعدة كوك دو
- سون سو مانغ في دور سا جوك هوا[18]

أفضل صديقة لـ جيونغ وون وهي ممرضة في مستشفى يونغبيو بيل سيونغ.

## المشاهدات
| الموسم | الموسم | رقم الحلقة | رقم الحلقة | رقم الحلقة | رقم الحلقة | رقم الحلقة | رقم الحلقة | رقم الحلقة | رقم الحلقة | رقم الحلقة | رقم الحلقة | رقم الحلقة | رقم الحلقة | رقم الحلقة | رقم الحلقة | رقم الحلقة | رقم الحلقة  | المتوسط     |
| الموسم | الموسم | 1          | 2          | 3          | 4          | 5          | 6          | 7          | 8          | 9          | 10         | 11         | 12         | 13         | 14         | 15         | 16          | المتوسط     |
| ------ | ------ | ---------- | ---------- | ---------- | ---------- | ---------- | ---------- | ---------- | ---------- | ---------- | ---------- | ---------- | ---------- | ---------- | ---------- | ---------- | ----------- | ----------- |
|        | 1      | 858        | غ/م        | 560        | غ/م        | غ/م        | غ/م        | 523        | غ/م        | غ/م        | غ/م        | غ/م        | غ/م        | غ/م        | غ/م        | غ/م        | ستُعلن لاحقًا | ستُعلن لاحقًا |

| الحلقات | تاريخ البث     | تقييمات "نيلسن كوريا" | تقييمات "نيلسن كوريا" |
| الحلقات | تاريخ البث     | على الصعيد الوطني     | سيئول                 |
| ------- | -------------- | --------------------- | --------------------- |
| 1       | 27 يناير 2023  | 4.8%                  | 4.8%                  |
| 2       | 28 يناير 2023  | 2.2%                  | N/A                   |
| 3       | 3 فبراير 2023  | 3.1%                  | 3.2%                  |
| 4       | 4 فبراير 2023  | 2.4%                  | N/A                   |
| 5       | 10 فبراير 2023 | 2.8%                  | N/A                   |
| 6       | 11 فبراير 2023 | 1.9%                  | N/A                   |
| 7       | 17 فبراير 2023 | 2.7%                  | N/A                   |
| 8       | 18 فبراير 2023 | 1.4%                  | N/A                   |
| 9       | 24 فبراير 2023 | 2.0%                  | N/A                   |
| 10      | 25 فبراير 2023 | 1.7%                  | N/A                   |
| 11      | 3 مارس 2023    | 1.6%                  | N/A                   |
| 12      | 4 مارس 2023    | 2.0                   | N/A                   |
| 13      | 11 مارس 2023   | 1.4%                  | N/A                   |
| 14      | 17 مارس 2023   | 1.4%                  | N/A                   |
| 15      | 18 مارس 2023   | 1.3%                  | N/A                   |
| 16      | 24 مارس 2023   | 1.6%                  | N/A                   |
| متوسط   | متوسط          | 2.1%                  | —                     |

## الإنتاج

### صناعة
المسلسل من كتابة هيو جون-وو وكانغ يي هون التان كتبنا مسلسل محقق سيء (2018). ومن تخطيط إم بي سي من قبل المنتج كيم هو جون، وإنتاجه من قبل شركة بيبل ستوري بتعاون مع ستوري تي في.

### الطاقم والتصوير
في 26 سبتمبر 2022، أعلن ان تصوير قيد التنفيذ. في 30 أكتوبر 2022، اعلنت وكالة الممثل كيم جي هان الذي يشارك في المسلسل، قد توفي في حادثة تدافع احتفالات الهالوين واعلن فريق الإنتاج عن توقف التصوير مؤقتًا. في 7 نوفمبر 2022 أكد مسئول من MBC أن التصوير سيستأنف، وقرر فريق الإنتاج إيجاد ممثل بديل لـ لي. في 8 نوفمبر، أعلن عن انضمام الممثل لي جيونغ جون كبديل له.

### الإصدار
في الاصل، كان من المخطط عرض المسلسل في نوفمبر 2022، ولكن تم تأجيله إلى عام 2023.

## روابط خارجية
- الموقع الرسمي
 (بالكورية)
- موسم الكوكدو على موقع IMDb (الإنجليزية)
- موسم الكوكدو على موقع ليتربوكسد (الإنجليزية)
- موسم الكوكدو على موقع كينوبويسك (الروسية)
- موسم الكوكدو على موقع قاعدة بيانات الفيلم (الإنجليزية)
- كوكدو: موسم الإله على هانسينما